# Love and Courage
Love and Courage er en amerikansk stumfilm fra 1913 af Henry Lehrman.

## Medvirkende
- Roscoe 'Fatty' Arbuckle
- Mabel Normand
- Ford Sterling